# Kamienka (sielsowiet Zawadskaja Słabada)
Kamienka (biał. Каменка; ros. Каменка) – wieś na Białorusi, w obwodzie mohylewskim, w rejonie mohylewskim, w sielsowiecie Zawadskaja Słabada, nad Arlanką.